# Vitali Rahimov
Vitali Rahimov (* 27. srpna 1984) je bývalý ázerbájdžánský zápasník – klasik.

## Sportovní kariéra
Zápasení se věnoval od 10 let v Baku. Specializoval se na řecko-římský (klasický) styl. V ázerbájdžánské mužské reprezentaci se pohyboval od roku 2004 ve váze do 60 kg. V roce 2004 se kvalifikoval na letní olympijské hry v Athénách, kde nepostoupil ze základní skupiny přes pozdějšího vížeze Korejce Čong Či-hjona.
Po vítězství na mistrovství Evropy ve Varně v roce 2005 se výsledkově trápil a soupeřil o pozici reprezentační jedničky s Fuadem Alijevem. V roce 2008 Fuada Alijeva v ázerbájdžánské olympijské nominaci porazil a startoval na olympijských hrách v Pekingu. Do Pekingu přijel "výborně" připraven. Vybojoval stříbrnou olympijskou medaili, o kterou však v roce 2016 přišel při zpětné analýze vzorků. Jeho vzorek byl pozitivně testován na anabolický steroid turinabol.
Od roku 2010 startoval ve váze do 66 kg. V roce 2012 se na olympijské hry v Londýně nekvalifikoval. Sportovní kariéru ukončil v roce 2014.

## Výsledky
| Turnaj             | 2001 | 2002 | 2003 | 2004 | 2005 | 2006 | 2007 | 2008 | 2009 | 2010 | 2011 | 2012 |
| Turnaj             | 17   | 18   | 19   | 20   | 21   | 22   | 23   | 24   | 25   | 26   | 27   | 28   |
| Turnaj             | -54  | -60  | -60  | -60  | -60  | -60  | -60  | -60  | -60  | -66  | -66  | -66  |
| ------------------ | ---- | ---- | ---- | ---- | ---- | ---- | ---- | ---- | ---- | ---- | ---- | ---- |
| Olympijské hry     |      |      |      | úč.  |      |      |      | 2.   |      |      |      | —    |
| Mistrovství světa  | —    | —    | —    |      | úč.  | úč.  | úč.  |      | 3.   | 3.   | úč.  |      |
| Mistrovství Evropy | —    | —    | —    | úč.  | 1.   | —    | —    | —    | —    | —    | 3.   | úč.  |
| MS juniorů         | —    |      | úč.  |      |      |      |      |      |      |      |      |      |
| ME juniorů         |      | úč.  |      | —    |      |      |      |      |      |      |      |      |
| ME dorostenců      | 1.   |      |      |      |      |      |      |      |      |      |      |      |